# 喬克薩弗拉山
13°13′34″S 73°12′49″W / 13.22611°S 73.21361°W
喬克薩弗拉山（Choquesafra），是秘魯的山峰，位於該國南部庫斯科大區的拉孔本西翁省，屬於安第斯山脈中維爾卡潘帕山脈的一部分，海拔高度約5,152米。